# Walther H. Lechler
Walther H. Lechler (* 24. Juli 1923 in Würzburg; † 22. Dezember 2013 in Röthenbach) war ein deutscher Psychiater und Psychotherapeut. Er war Begründer des Bad Herrenalber Modells, eines psychotherapeutischen Gemeinschaftskonzeptes für psychisch erkrankte Menschen.

## Leben
Lechler studierte Medizin in Würzburg, Paris, München und Bern und arbeitete zunächst in der Dermatologie und in der Chirurgie. Anschließend absolvierte er Weiterbildungen in Neurologie, Psychiatrie, Psychotherapie und psychosomatischer Medizin. In den USA machte er eine Zusatzausbildung auf dem Gebiet der humanistischen Psychologie und des New Identity Process (N.I.P.) nach Dan Casriel.
Im Rahmen seines USA-Aufenthaltes lernte Lechler 1954 das Zwölf-Schritte-Programm der Anonymen Alkoholiker kennen. Nach seiner Rückkehr nach Deutschland trug er wesentlich zur Verbreitung dieses Konzepts bei, ebenso wie zur Bekanntmachung und Gründung von konzeptuell verwandten Gruppen, wie zum Beispiel den Al-Anon-Familiengruppen (Gruppen für Angehörige) und den Emotions Anonymous.
Von 1971 bis 1988 leitete Lechler die Fachklinik für Psychosomatische Medizin in Bad Herrenalb, wo er zusammen mit seinen Kollegen und den Patienten der Klinik das Bad Herrenalber Modell entwickelte.
Mehrere psychosomatische Kliniken entstanden nach dem Herrenalber Modell, unter anderem die Klinik Bad Grönenbach, und die heute noch aktive Adula-Klinik in Oberstdorf und die Hochgrat-Klinik in Stiefenhofen.
Lechler wurde 1983 das Bundesverdienstkreuz am Bande verliehen.

## Gründung eines Förderkreises

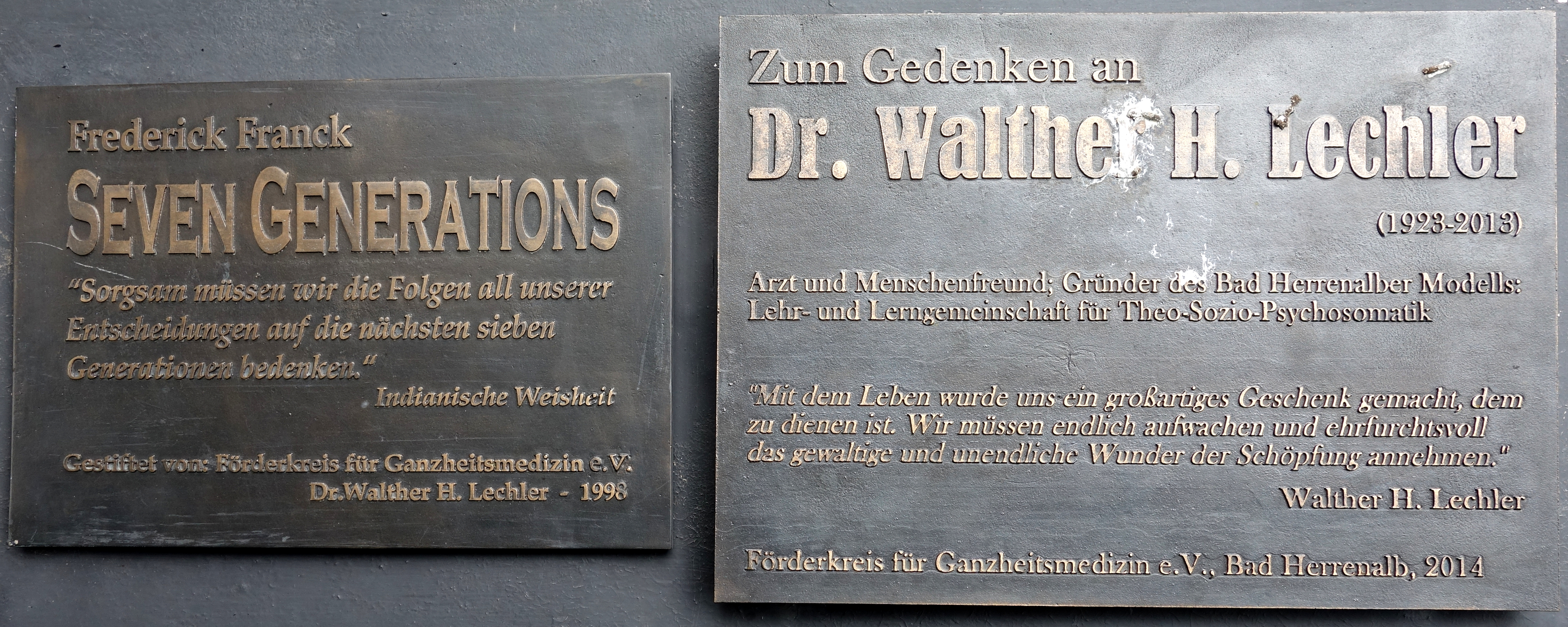
Gedenktafel für Walther H. Lechler

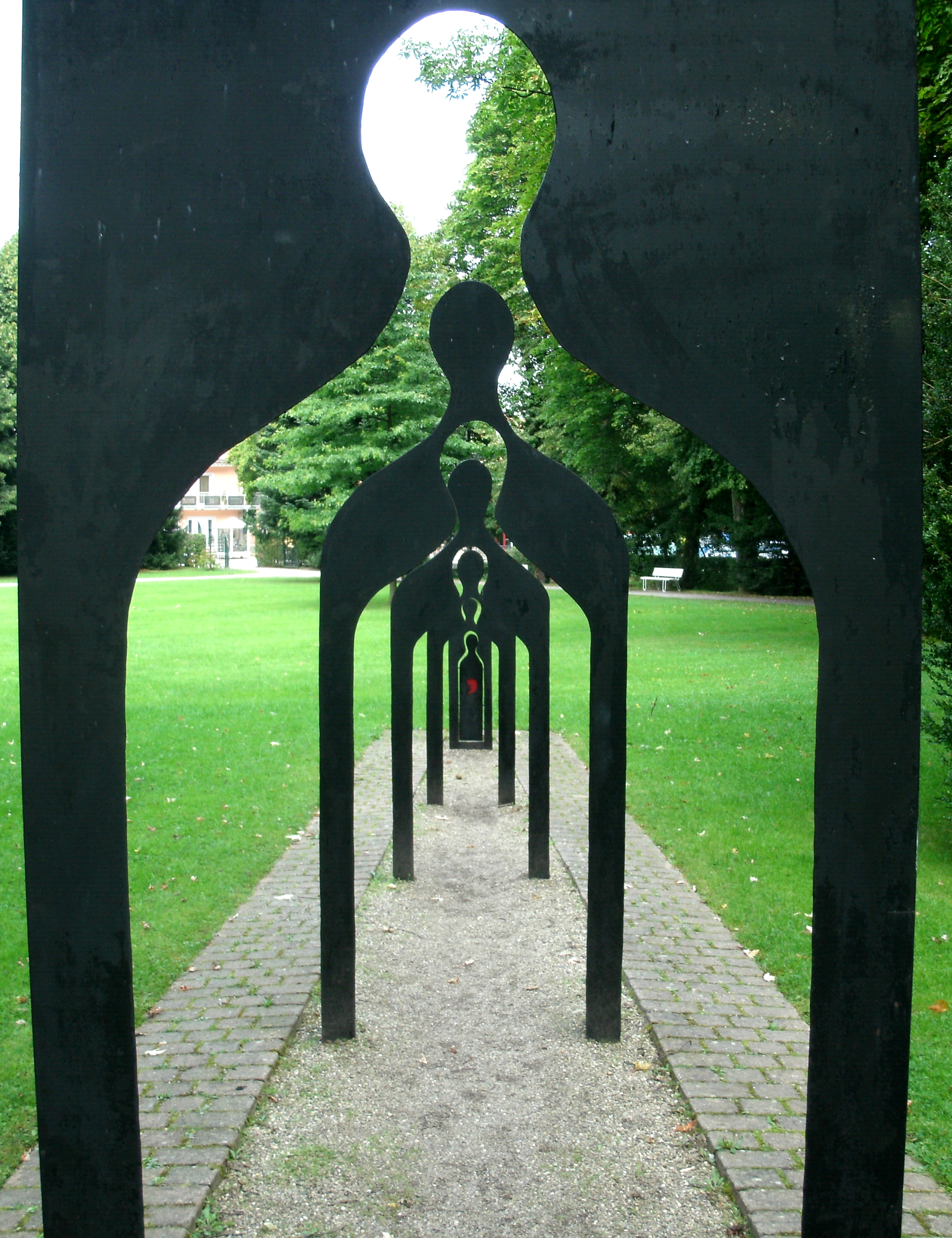
Skulptur „Seven Generations“

Aus dem Modell der Fachklinik für Psychosomatische Medizin in Bad Herrenalb gingen eine Reihe von Folgeprojekten hervor, so auch der 1989 gegründete „Förderkreis für Ganzheitsmedizin e. V. Bad Herrenalb“, dessen Vorsitz Lechler bis 2003 innehatte und dessen Ehrenvorsitzender er anschließend war. Der Förderkreis ist eine unabhängige Vereinigung und hat sich zum Hauptziel gesetzt, Begegnungsmöglichkeiten durch Vorträge, Seminare, Veranstaltungen und Reisen anzubieten. Die Angebote richten sich an Menschen, die der Enge ihres Daseins entfliehen möchten und einen tieferen Sinn in ihrem Leben suchen. 
Pfingsten 2014 richtete der Förderkreis für Ganzheitsmedizin Bad Herrenalb e. V. den Dr. Walther H. Lechler Gedächtnisfonds ein, der vom Vorstand des Förderkreises verwaltet wird und der das Erbe von Walther Lechler fortführen und weiterentwickeln will.
Ein Satz aus Lechlers Vermächtnis ist Inhalt einer Gedenktafel, die neben der Skulptur „Seven Generations“ von Frederick Franck im Kurpark der Stadt Bad Herrenalb aufgestellt wurde.

## Werke
- Alkoholismus – eine Krankheit? Deutsche AA-Kontaktstelle, München [1977?].
- mit Jacqueline C. Lair: Von mir aus nennt es Wahnsinn. Protokoll einer Heilung. Kreuz, Stuttgart 1983.
- Nicht die Droge ist’s, sondern der Mensch. Verlag Schritt-für-Schritt, Burg Hohenstein 1990.
- So kann’s mit mir nicht weitergehn! Neubeginn durch spirituelle Erfahrungen in der Therapie. Kreuz, Stuttgart 1994.
- Gesund ist, wer noch krank werden kann – Lebensschule nach dem Bad Herrenalber Modell (Interviews, Vorträge, Schriften). Santiago-Verlag, Goch 2004, ISBN 978-3-937212-05-0
- Die schweigende Gegenwart: Ein Vortrag und andere Schriften von und über Paul Tournier. Santiago-Verlag, Goch 2003, ISBN 978-3-9806468-8-8.
- mit Alfred Meier: Wach auf und lebe! Die therapeutische Kraft biblischer Geschichten. Kösel, München 2005.
- Vorwort zu: Ambros Wehrli: Du schaffst es, aber du schaffst es nicht allein! (= Einführung in die emotionelle Gruppentherapie nach Casriel. Band 1). Santiago-Verlag, Goch 2006, ISBN 978-3-937212-06-7.
- hrsg. mit Alfred Meier: Das Bad Herrenalber Modell – Eine Lehr-Lern-Gemeinschaft (A Teaching-Learning-Community) als psychosomatisches Klinik-Konzept. Santiago-Verlag, Goch 2007, ISBN 978-3-937212-14-2.
- Philippe Pinel. Universitätsinstitut für Geschichte der Medizin, Universität München, 1959.